# Sabin Ilie
Sabin Ilie (ur. 11 maja 1975 w Krajowej) – były rumuński piłkarz grający na pozycji napastnika. Brat Adriana, w latach 90. i na początku XXI wieku etatowego reprezentanta Rumunii.
Sezon 1996/1997 rumuńskiej ekstraklasy zakończył z 31 bramkami na koncie – został królem strzelców tych rozgrywek. W roku 2008 był także najlepszym strzelcem drugiej ligi chińskiej.